# El Carril (Carucedo)
El Carril, con un acceso directo desde la N-120, es una pedanía perteneciente al municipio de Carucedo, situado en El Bierzo,  provincia de León, con una población de 22 habitantes según el INE. Está situado dentro de la zona perteneciente a las explotaciones auríferas romanas de Las Médulas (Patrimonio de la Humanidad) y a 16 km de estas.
Esta pequeña aldea a orillas del río Sil es apreciada por su buena pesca en las aguas de dicho río, así como por su zona de baño.
En sus montes abundan los castaños y las encinas, así como una variada fauna en la que destacan el conejo, el jabalí y el corzo.
Su iglesia está dedicada al Apóstol Santiago, cuya fiesta se celebra el 25 de julio.
Podemos reseñar sus fértiles tierras de labranza en el paraje de La Quintera, situadas en su valle y regadas por el río Sil.

## Demografía
Tiene 22 habitantes, 8 varones y 14 mujeres censados en el municipio.